# 小行星59793
小行星59793（59793 Clapiès）是一颗绕太阳运转的小行星，为主小行星带小行星。该小行星于1999年7月16日发现。
該小行星以法國數學家和製圖師讓·德·克拉皮耶斯（Jean de Clapiès）命名。

## 轨道参数
小行星59793的轨道半长轴为3.0680516 UA，离心率为0.030。